# Дезоксицитидин
Дезоксицитидин — нуклеозид, образующийся при соединении цитозина с дезоксирибозой β-N1-гликозидной связью. Дезоксицитидин является компонентом ДНК.
В случае, если цитозин присоединен к рибозе, нуклеозид называется цитидином.